# Антигуа (Лас-Пальмас)
Антигуа (ісп. Antigua) — муніципалітет в Іспанії, у складі автономної спільноти Канарські острови, у провінції Лас-Пальмас, на острові Фуертевентура. Населення — 10 458 осіб (2010).
Муніципалітет розташований на відстані близько 1630 км на південний захід від Мадрида, 140 км на схід від міста Лас-Пальмас-де-Гран-Канарія.
На території муніципалітету розташовані такі населені пункти: (дані про населення за 2010 рік)
- Агуа-де-Буеєс: 295 осіб
- Антигуа: 2277 осіб
- Касільяс-де-Моралес: 340 осіб
- Тріківіхате: 1007 осіб
- Вальєс-де-Ортега: 655 осіб
- Ель-Кастільйо: 5884 особи

## Демографія
Динаміка населення (INE ):

## Галерея зображень

Розташування муніципалітету на острові Фуертевентура
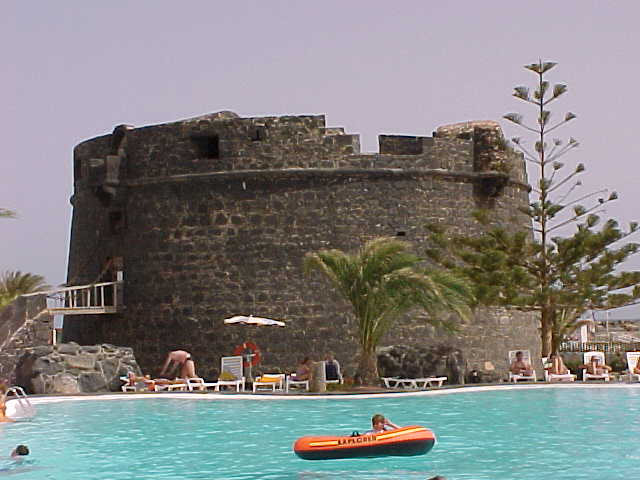
Замок Калета-де-Фустес